# زبان پارتی

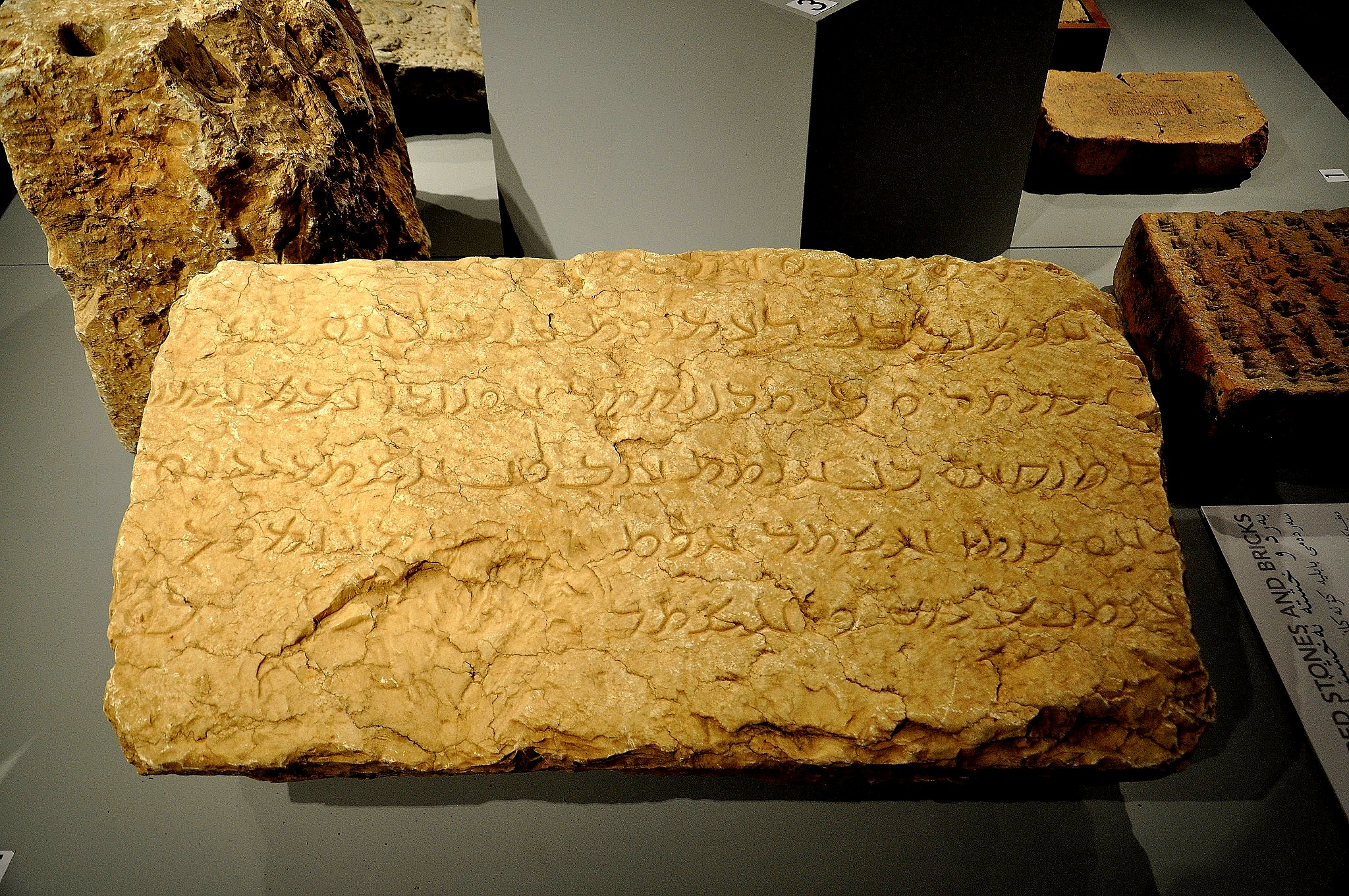
کهن‌ترین نوشته‌های برجای مانده به زبان پهلوانی یا پارتی ازآنِ سدهٔ نخست پیش‌اززایش هستند. زبان پهلوانی تا نزدیکی‌های سده‌های چهام و ششم نیز زنده بود و سپس آرام‌آرام رو به خاموشی نهاد. واپسین نوشته‌های پهلوانی نیز نوشته‌های مانوی‌اند که بیشتر به پیش از سدهٔ نهم بازمی‌گردند.

زبان پارتی، پهلویگ (پهلوی) یا پهلوانیگ (پهلوانی) که در منابع معاصر به آن پهلوی اشکانی یا پهلوی شمالی می‌گویند، یک زبان منقرض‌شده از خانوادهٔ زبان‌های ایرانی شمال غربی بوده است. دولت‌های اشکانی، نظیر اشکانیان ایران، ارمنستان و… از آن به‌عنوان زبان درباری استفاده می‌نمودند. زبان‌های ایرانی شمال غربی معاصر، همچون زبان‌های کردی، تاتی، بلوچی، تالشی، زازاکی، مازندرانی، گیلکی و زبان‌های مرکزی با زبان پارتی از یک خانواده هستند.
زبان پارتی به دلیل حکومت طولانی مدت دودمان اشکانی بر ارمنستان تأثیر بسیار زیادی روی زبان ارمنی گذاشت و بخش بزرگی از فرهنگ واژگان این زبان را کلمه‌های پارتی تشکیل می‌دهند. زبان ارمنی تا به امروز تعداد زیادی از واژه‌های پارتی را در دل خود محفوظ داشته است.

## نام
ژاله آموزگار در کتاب «زبان پهلوی و دستور آن» در رابطه با استفاده از عنوان «پهلوی» برای اشاره به دو زبان پارتی و پارسی میانه می‌نویسد: «از نظر اشتقاق، پهلوی به‌معنی زبان پارتی است و نه پارسی. در سده‌های نخستینِ اسلامی، اصطلاح پارسی را برای پارسی نو که از پارسی میانه متحول شده بود به کار می‌بردند و در نتیجه کاربرد آن دربارهٔ پارسی میانه موجب ابهام می‌شد. از این رو این زبان پارسی میانه را در تقابل با پارسی نو پهلوی نامیدند که از میان زبان‌های ایرانی میانه پس از پارسی میانه از همه معروف‌تر بود و در آن زمان پارتی (=پهلوانیگ) دیگر زبان زنده‌ای نبود تا موجب ابهام گردد. کاربرد پهلوی (فهلوی) دربارهٔ پارسی میانه از قرن سوم هجری است».
پهلوی به معنای «منسوب به پهلو» است. این نام از نام باستانی پَرثَوَه (parθava) گرفته شده است و به مرور به شکل پهلوی درآمده است. پهلو در نوشته‌های پارتی به شکل پرتو ظاهر شده است.

## اسناد
اگرچه مدارک زبان پارتی از دوران اشکانی اندک است، این امر بی‌تردید تنها به اشکانی‌زدایی برنامه‌ریزی شده جانشین‌های ساسانی آنها، که فارسی میانه را برای پیروزی بر اشکانیان برگزیدند، بازنمی‌گردد. مهم‌ترین علت این است که در زمان اشکانیان شعر و روایات مذهبی اکثراً سینه به سینه نقل می‌شد، سکه‌ها در آغاز به زبان یونانی ضرب می‌شد و مدارک به خط پارتی، همان‌گونه که ویژگی زبانی آنها همواره مد نظر است، چنان گسترده واژه‌های آرامی را به کار می‌گیرند که از پارتی چیزی جز چند واژه مجزا و نام‌های خاص، در آن به چشم نمی‌خورد.
از اینرو مهم‌ترین و تردید ناپذیرترین شواهد زبانی پارتی به دوران ساسانی بازمی‌گردد. این آثار ترجمه‌های پارتی سنگ‌نوشته‌های پادشاهی ساسانی سده سوم میلادی و آثار ادبی جماعت دینمردان پارتی مانوی است که پارتی ار در مقام زبانی زنده از سده سوم تا احتمالاً سده ششم میلادی در پارت و سرزمین‌های مانوی آسیای میانه و مرکزی به کار گرفتند. نقطه اوج فعالیت ادبی پارتی‌های مانوی، احتمالاً سده‌های سوم و چهارم میلادی بوده است. حتی بعدها شاید تا سده سیزدهم میلادی پارتی به صورت زبان مذهبی «مرده» در میان مانوی‌های آسیای مرکزی حفظ شد، و گهگاه به گونه‌ای اشتباه‌آمیز به نگارش درآمد.
ایران‌شناس‌ها عنوان زبان پارتی (پهلوی اشکانی) را به زبان روایت دیگر کتیبه‌های ساسانی که در کنار روایت فارسی میانهٔ آنها آمده، و زبان متون مانوی که به یک گویش ایرانی غربی نزدیک به فارسی میانه نوشته شده (اما غیر از آن است) می‌دهند. همین نوع گویش ظاهراً در تعدادی سند اقتصادی، چند کتیبه، تعدادی نامه و عناصر قرضی قراوان ایرانی در زبان ارمنی به کار رفته است. مواد به دست آمده از کتیبه‌های اشکانی چندان زیاد نیست و منبع اصلی تحقیق در زبان پارتی، نوشته‌های مانوی است.
قبالهٔ کشف شده در اورامان (در کردستان ایران) بر روی چرم که به چرم که به تاریخ سال ۱۱ ق. م یا ۵۳ میلادی است و سفالینه‌های متعددی با کتیبه‌های مربوط به (خرید و) مسائل اقتصادی که از حفاری‌های شهر نساء، پایتخت قدیم اشکانیان در نزدیکی عشق‌آباد به دست آمده است. این سفالینه‌ها مربوط به قرن اول ق. م است.
چند کتیبه در شوش، دورا اوروپوس و در منطقهٔ بیرجند (جنوب خراسان) کشف شده که زبانشان پارتی است. این کتیبه‌های تاریخ‌دار اشکانی مربوط به نیمه اول قرن سوم میلادی است. کتیبه‌های بی تاریخ نیز ظاهراً مربوط به همین عهد است.
تعدادی نامه که از حفاری‌های دورا اوروپوس به دست آمده (و مربوط به حدود نیمه قرن سوم میلادی است) دارای زبان پارتی است. هفت سفال شکسته نیز از همین منطقه به دست آمده و دارای کتیبه‌هایی به خط تحریری پارتی مربوط به حدود همین تاریخ است.
زبان پارتی که در ابتدا در پلهٔ قدیم (استانی تاریخی در جنوب شرقی دریای خزر) رواج داشت در دورهٔ اشکانی (قرن سوم ق. م - قرن سوم میلادی) زبان شاهنشاهی اشکانی شد از قرن دوم میلادی شامل ایران بعضی مناطق آسیای مرکزی بود. از این مطلب که مانی هنگام فرستادن مبلغ خود «مراَمُو» Mar Ammo به خراسان (قرن سوم میلادی) اهمیت زیادی برای آگاهی از زبان و خط پارتی (پهلوانیگ) قائل بود، می‌توان تصوری از نقش زبان پارتی در خراسان به دست آورد. با این‌همه در هنگام فتح ایران به دست اعراب، زبان فارسی میانه (لااقل در مراکز شهری) تقریباَ به‌طور کامل جای زبان پارتی را گرفته بود و معنی واقعی کلمهٔ پهلوانی برای مؤلفان عرب‌زبان مشخص نبود. از اشکانیان در «فهرست اقوام» (ناف نامک) به زبان سغدی که ظاهراً مربوط به قرن نهم میلادی (سوم هجری) است، نیز ذکری نیست.
بعضی تفاوت‌های جزئی میان زبان روایت پارتی در کتیبه‌های ساسانی و نوشته‌های پارتی مانوی به مقدار زیادی به این علت است که خط نوشته‌های پارتی مانوی نسبت به خط کتیبه‌ها در دوره متاخرتری ابداع شده است.

### آثار به خط و زبان پارتی
از این زبان دو دسته آثار موجود است. یکی آثاری که به خط پارتی که خطی مقتبس از خط آرامی است، نوشته شده است. دیگری آثار مانوی است که به خط مانوی که مقتبس از خط سریانی است، ضبط گردیده است.
- سنگ‌نوشته‌هایی به خط و زبان پارتی:
  - خنگ نوروزی (دو سنگ‌نوشته)، حدود ۱۴۰ پیش از میلاد؛[۱۸]
  - سر پل ذهاب (دو سنگ‌نوشته)، بدون تاریخ، اما حدوداً میان سده نخست پیش از میلاد و سده سوم میلادی؛[۱۹]
  - شوش:سنگ‌نوشته اردوان پنجم برای شهربان آنجا به تاریخ ۱۴-۹-۲۱۵ میلادی؛[۲۰]
- سفال‌نوشته‌ها و پوست‌نوشته‌ها:
  - نسا (ترکمنستان) گوستان اوایل اشکانی: بیش از دوهزار سفالینه با ۲۷۵۸ متن از یک بایگانی مربوط به فرستادن شراب و خواربار، صورت اجناس، بیش‌تر مربوط به سده نخست پیش از میلاد؛ تا کنون ۱۴۴۹ قطعه منتشر شده است.[۲۱]
  - چرم‌نبشته اورامان (غرب ایران): سه قباله فروش بر روی پوست؛ جدیدترین آنها احتمالاً ۵۳ میلادی، به خط پارتی؛ نیز نوشته‌های پارتی بر سکه‌ها، قبلاً فقط یونانی؛[۲۲]
  - قومس (شمال شرق ایران): دو سفال‌نوشته به خط پارتی از نیمه نخست سده پیش از میلاد؛[۲۳]
- شواهدی از دوران ساسانی (سده سوم تا چهارم میلادی):
  - سنگ‌نوشته‌های پادشاهی: سنگ‌نوشته‌های اردشیر اول در نقش رستم، شاپور اول در حاجی‌آباد (با نسخه‌هایی از دیگر نقاط)، در کعبهٔ زرتشت (۲۶۲ میلادی)، در نقش رجب، تنگ براق و بیشاپور، نیز سنگ‌نوشته نرسه اول در پایکولی (میان ۲۹۲ و ۲۹۶)، همگی آثار دو زبانه‌ای هستند شامل فارسی میانه و پارتی، متعلق به سده سوم میلادی.[۲۴]
  - نوشته‌های کوچک: سنگ‌نوشته کال جنگال، نوشته‌های پُلِ شَتیَل (بخش علیای درهٔ سند)، شماره ۲۰ و ۲۱، بدون تاریخ.[۲۵]
  - دیوارنوشته‌های کوتاهی از دورا اُروپوس بر فرات از زمان تصرف شهر به دست ایرانی (احتمالاً ۲۵۶ میلادی یا متاخرتر)، نیز نامه‌ای پارتی روی پوست.[۲۶]
  - دو اثر از ادبیات ایرانی میانه را که زودتر از سده ششم میلادی نمی‌تواند به نگارش درآمده باشد، نیز می‌توان به سنت‌های پارتی مربوط دانست. این دو اثر دربردارندهٔ شماری از واژهٔ‌های پارتی است: حماسه ایادگار زریران و مناظرهٔ درخت آسوریگ.[۲۷]
  - از جمله مهم‌ترین شواهد دوران ساسانی و پس از آن، قطعات پارتی-مانوی که از تُرقان (ترکستان چین) است.[۲۸]

## پارتی باستان
تنها از دوره میانه زبان پارتی دارای شواهدی هستیم. از پارتی باستان چیزی نمی‌دانیم. این حدس که واژه اوستایی -Zaravuštra نامی است که به پارتی باستان، تأیید نشده است. از پارتی باستان در دوران هخامنشی هیچ متنی به دست نیامده است، شماری از نام‌های ثبت شده به گونه‌های فارسی باستان بر سنگ‌نوشته‌های این دوره را می‌توان به این گویش نسبت داد، بی آنکه این کار به راستی از قطعیت برخوردار باشد. نام سرزمین و نام قوم <p-r-θ-v> و /Parθava/ «پارت، پارتی»؛ جای‌نام <Vi-i-š-[p]-u-z-[a]-t-i-š> و /Višpauzātiš/ در کتیبه DB II؛ جای‌نام <p-t-i-g-r-b-n-a> و /Patigrabanā/ در کتیبه .DB III 4f. از این طریق چیزی به دست نمی‌آید که برای ایرانی باستان شناخته نشده باشد و این نظریه که پارتی به عنوان زبان ایرانی شمال غربی، دست کم، نزدیکی بسیاری با مادی داشته است نیز، نفی نمی‌شود. با مقایسه ماده مضارع -davā اوستایی متاخر «دادن» که بسیار نادر است (در کنار -daδā متداول = -dadā فارسی باستان) با -dh پارتی /-dah/ و<-davā، به تأثیر پارتی باستان بر روایت اوستایی اشاره می‌کند. البته واک‌رفتگی V<*δ در پارتی باستان را با قاطعیت نمی‌توان پذیرفت؛ بنابراین، این موضوع همچنان فرضی باقی می‌ماند.

## طبقه‌بندی
زبان پهلوی یکی از زبان‌های ایرانی میانهٔ شمالی غربی است؛ با این حال، بسیاری از ویژگی‌های زبان‌های ایرانی شرقی نیز در آن دیده می‌شود و تعداد زیادی از واژگان ایرانی شرقی، احتمالاً از زبان پرنی، به این زبان راه یافته‌اند و امروزه نیز تعدادی از آن‌ها هنوز در ارمنی به کار برده می‌شوند.
زبان پارسی میانه که به اشتباه در برخی موارد به آن «زبان پهلوی» می‌گویند به خانوادهٔ زبان‌های ایرانی جنوب غربی تعلق دارد.
اگرچه میهن زبان پارتی شرق است، این زبان شاخه‌ای از ایرانی شمال غربی است؛ بنابراین باید در زبان‌ها و گویش‌های این گروه، خویشاوندان زبان پارتی را جستجو کرد، اگرچه هیچ‌کدام از آنها را نتوان دنبالهٔ زبان پارتی دانست.

### شباهت با زبان زازا
زبانشناس آلمانی یوست گیپرت نشان داد که زبان زازاکی (دیملی) از نظر آوایی، صرف‌شناسی، نحو و واژگان بسیار نزدیک به پارتی است و زازاکی کلمات مشترک زیادی با پارتی دارد. گیپرت اظهار داشت که زازاکی ممکن است گویش باقی مانده از پارتی باشد که تا به امروز باقی مانده است:
| پارتی          | زازا (دیملی) | فارسی                 |
| -------------- | ------------ | --------------------- |
| bermāden       | bermaene     | گریه کردن             |
| vād            | va           | باد                   |
| vāxten         | vaten        | گفتن                  |
| men vāxtehēndē | mı vatêne    | من می‌گفتم             |
| man vaxt       | mı vat       | من گفتم               |
| ez vājām       | ez vacan     | من بگویم              |
| ez kerān       | ez (bı)keran | من بکنم               |
| wxerden        | werden       | خوردن                 |
| kirdêhêndê     | bıkerdêne    | اگر او انجام داده بود |
| wxeş           | weş          | خوش                   |
| wxār           | wae          | خواهر                 |
| ber            | ber          | در                    |
| hrē            | hirê         | سه                    |
| çefrest        | çewres       | چهل                   |
| wxaşten        | waşten       | خواستن                |

## نمونه متن
بخشی از یک متن مانوی که به زبان پارتی نگاشته شده است:
| پارتی | فارسی |
| --- | --- |
| Āγad hēm Parwān-Šāh, u-m wāxt ku: Drōd abar tō až yazdān. Šāh wāxt ku: Až ku ay? – Man wāxt ku: Bizišk hēm až Bābel zamīg. [...] ud pad hamāg tanbār hō kanīžag društ būd. Pad wuzurg šādīft ō man wāxt ku: Až ku ay tū, man baγ ud anǰīwag? | به سوی پروان‌شاه رفتم و گفتم: «درود بر تو از [سوی] ایزدان». شاه گفت: «اهل کجایی؟» من گفتم: «پزشک هستم از سرزمین بابل». (این بخش از متن در دسترس نیست، اما به نظر می‌رسد که مانی در آن به توضیح شفا یافتن معجزه‌آسای کنیز شاه می‌پردازد) ... و همهِ تن کنیز [دوباره] سالم و سرحال بود. [شاه] با شادی بزرگی به من گفت: «تو از کجا آمده‌ای، ای ناجی و پروردگار من؟» |

| پارتی | فارسی |
| --- | --- |
| "Ud kaδ naxwišt pad šahr awištād ahēm, Gōrdanyos Kēsar až hamag Frōm, Gōt ud Garmāniyā šahr zāwar hangāwišn kerd; Ud ō Asūrestān abar Ērānšahr ud amā āγad, Ud pad Asūrestān marz, Pad Mišīk paddēmān wuzurg zambag būd. Gōrdanyos Kēsar ōžad, Frōmāyīn zāwar wānād, ud Frōmāyīn Filipos kēsar kerd. Ud Filipos Kēsar amā ō nemastīg āγad, Ud gyān goxn dēnār 500 hazār ō amā dād, Pad bāž awestād, ud amā Mišik až ēd kerd Pērōz-Šābuhr nām awestād, Pērōz-Šābuhr, Pērōz-Šābuhr! Ud Kēsar bid druxt ō Armin winās kerd, Ud amā abar Frōmāyīn šahr wihišt ahēm, Ud Frōmāyīn zāwar 60,000 pad Bēbāliš ōžad. Ud Asūriyā šahr, ud čē abar Asūriyā šahr parβēr būd, hamag ādurwaxt, Awērān ud wardyāz kerd ud grift pad hōēw yāwar až, Frōmāyīn šahr diz ud šahrestān." | "و هنگامی که نخست بار در این شهر [سرزمین] آمدم، گوردیانوس سزار سپاهی از همه روم، گوت و ژرمانیه شهر [آلمان] گرد آورد؛ و به آشورستان بر [علیه] ایرانشهر و ما آمد، و در مرز آشورستان در مشیک نبرد رو در رو بزرگی بود. گوردیانوس سزار کشته شد و ارتش رومیان نابود شد و رومیان فیلیپوس را سزار کردند. و فیلیپوس سزار برای خواهش نزد من آمد و برای روح آنها ۵۰۰ هزار دینار خون‌بها به من داد و او به عنوان خراجگزار مستقر شد. و به همین دلیل، من مشیک را پیروز شاپور نام دادم. پیروز شاپور، پیروز شاپور! و سزار باز دروغ گفت، و به آرمین[ارمنستان] آسیب کرد. و من بر رومیان شهر رفتم و ارتشی ۶۰۰۰۰ نفری از رومیان در ببالیس کشته شدند. و آشورشهر و آنچه اطراف آشورشهر بود، همگی سوخته، ویران، و غارت شد، و گرفته شد در این بار، این دژ و شهرستان از رومیان." |

## وام‌واژه
چیرگی بلندمدت زبان پارتی بر شاهنشاهی اشکانی به آن انجامید که شمار فراوانی از واژه‌های پارتی به زبان‌های همسایه راه یابد. شواهد نشان می‌دهد که این نفوذ در فارسی میانه و نو، سغدی و زبان‌های غیر ایرانی از جمله آرامی، سریانی، مندایی و به ویژه ارمنی که واژگان آن از پارتی بسیار بیشتر از زبان فارسی میانه تأثیر پذیرفته است، قابل تشخیص است. حتی می‌توان با کمک ویژگی‌های آوایی وام‌واژه‌ها، دو مرحله وام‌گیری جداگانه را در زبان ارمنی تشخیص داد. وام‌واژه‌های پارتی حتی از آن هم فراتر رفته و برای مثال از راه زبان ارمنی به زبان گرجی راه یافت.
زبان پارتی نیز به نوبه خود در دوران باستان وام‌واژه‌های ایرانی شرقی را پذیرفته است. این امر به‌طور مستقیم از متون مانوی و به‌طور غیر مستقیم از برابرهای واژگانی ارمنی-سغدی‌ای که بی‌تردید پارتی زبان میانجی آنها بوده است، برمی‌آید. هنینگ این نفوذ واژگانی را به زبان پارتی به میراث باستانی قوم پرتی/اپرنی مربوط دانسته است که در سده سوم پیش از میلاد بر پارت چیره شدند.
به همین ترتیب پارتی مانوی نیز از سده سوم میلادی شماره از وام‌واژه‌های هندوآریایی را نشان می‌دهد که پیش‌تر خاستگاه بودایی دارند و بسیاری از آنها از پراکریت گاندهاری ریشه می‌گیرند. شمار اندکی از واژه‌های بیگانه و وام‌واژه‌های فارسی میانه نیز به پارتی مانوی راه یافته است. پیدایش متن‌های آمیخته فارسی میانه - پارتی که در آنها وام‌واژه‌های اویغوری و فارسی نو جای همه زبان‌های ایرانی میانه آسیای مرکزی را گرفته است، خود شاهدی است بر مانویت متاخر (احتمالاً سده‌های دهم تا سیزدهم میلادی).

## انقراض
پس از این‌که اردشیر، شاه پارس، بر اردوان پنجم اشکانی شورید و در نهایت خود را شاهنشاه ایران نامید، پارسی میانه در نوشته‌های رسمی به مرور جایگزین زبان پارتی گردید. گرچه، پارتی به سرعت از بین نرفت و کماکان تا قرن‌ها در پارت و قفقاز بدان سخن گفته می‌شد.